# Runkel
Runkel est une municipalité allemande située dans l'arrondissement de Limbourg-Weilbourg et dans le land de la Hesse.
Le territoire de la ville se situe des deux côtés de la Lahn entre les massifs du Westerwald et du Taunus à quelques kilomètres en amont de la ville de Limburg an der Lahn. La vieille ville se situe du côté gauche en descendant la rivière donc au sud alors que les constructions plus récentes (à partir du XIXe siècle) se retrouvent sur la rive droite.

## Histoire
La première mention historique de la ville remonte à l'an 1159 dans un document d'inféodation, dans lequel figure un noble nommé Siegfried von Runkel. Au plus tard en 1230 le village se dota d'une chapelle, premier lieu de culte chrétien de la ville. La ville fut le chef-lieu du Comté de Wied-Runkel.
Dans le cadre de la réforme territoriale dans la Hesse, les communes jusqu'alors indépendantes de Steeden, Ennerich, Schadeck, Arfurt, Eschenau, Hofen et Wirbelau ont fusionné en 1970 avec la ville de Runkel. La commune de Dehrn fut ensuite absorbée en 1974. À noter que la première mention historique de la ville d'Ennerich remonte à 790 dans un document de donation de Charlemagne à l'abbaye de Prüm.

## Attractions touristiques
Outre le château fort, on peut y visiter des maisons à colombages des XVIIe et XVIIIe siècles et le pont en pierre sur la Lahn qui date de 1448.

## Source
- (de) Cet article est partiellement ou en totalité issu de l’article de Wikipédia en allemand intitulé « Runkel » (voir la liste des auteurs).